# (6893) 1983 RS3
(6893) 1983 RS3 (1983 RS3, 1987 UD6, 1994 PT38) — астероїд головного поясу, відкритий 2 вересня 1983 року.
Тіссеранів параметр щодо Юпітера — 3,522.